# 台灣地質
臺灣位於菲律賓海板塊和歐亞板塊的聚合邊界，為一個造山作用活躍的活動構造區，根據GPS觀測資料，菲律賓海板塊以每年8.2公分的移動速度向西北移動。菲律賓海板塊的隱沒方向在臺灣南方，歐亞板塊朝東隱沒到菲律賓海板塊之下，形成馬尼拉海溝及其東側的呂宋火山島弧，到了臺灣北方，菲律賓海板塊則是朝北隱沒到歐亞板塊之下，造成琉球海溝及其北側的琉球火山島弧和沖繩海槽。

## 臺灣島的形成與演進

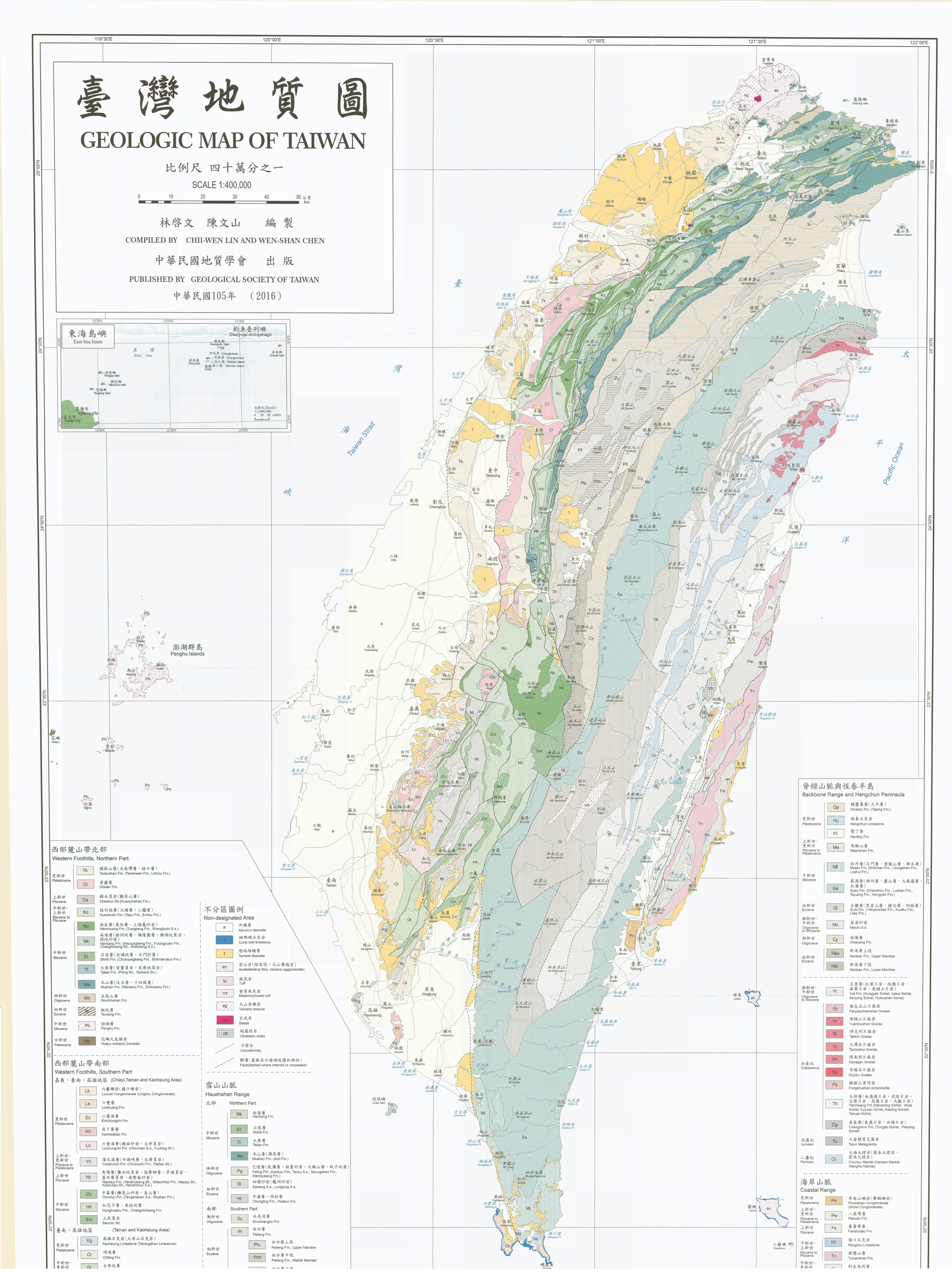
台灣地質圖 （40萬分之一）for 2016年版（林啟文與陳文山編製）中央研究院

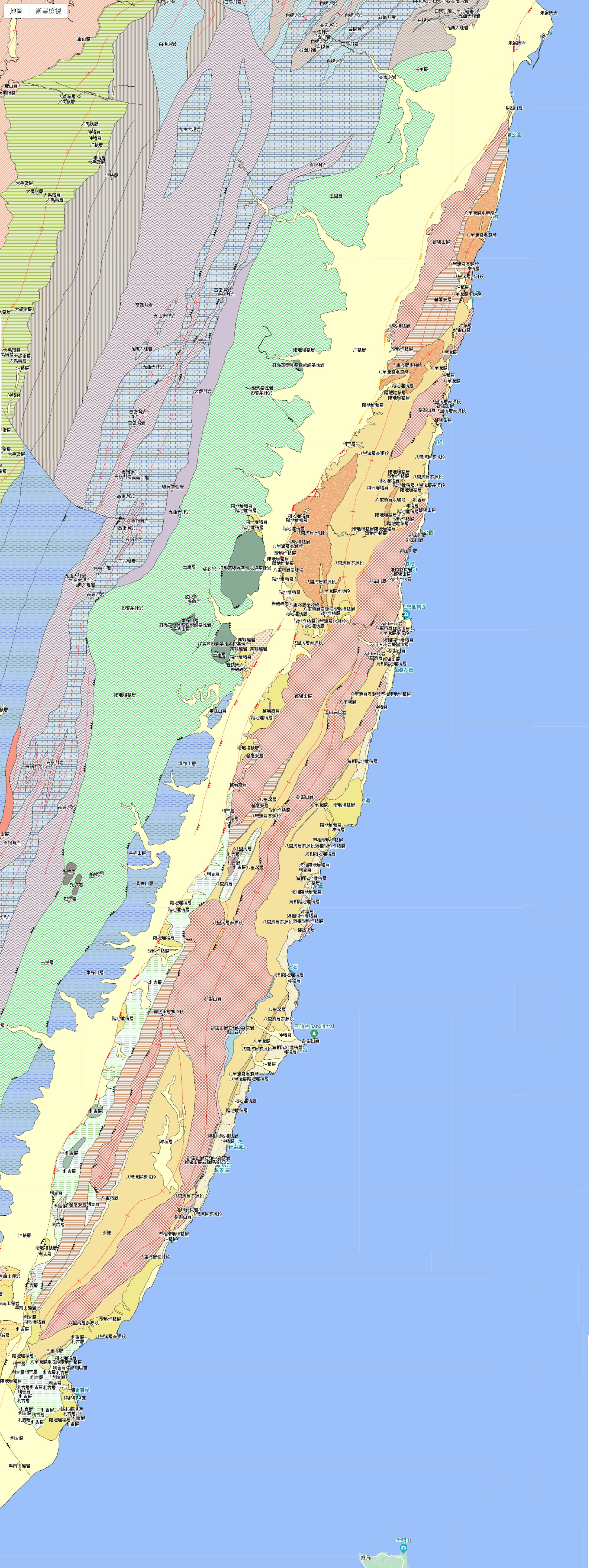
臺灣地質圖（CGS-5萬分之一）隸屬海岸山脈、花東縱谷區、含部分中央山脈東翼地質區（翻製中央研究院資料）

自一億四千萬年至六千五百萬年前的中生代，當時的古太平洋板塊，下沉至地函隱沒帶（南澳造山運動）。將古臺灣島推出海面，這是臺灣島與世界的初次會面。
六千五百萬年的（古新世）至一千萬年的（中新世）前，板塊推擠力量消失，歐亞大陸板塊開始張裂及長時間之風化侵蝕。臺灣島逐漸消逝且沉入海中。
二千萬年至一千萬年的（中新世）前，歐亞大陸板塊持續地張裂，澎湖群島在此開始產生。在現今臺灣島南面的古南中國海板塊，逐漸向菲律賓海板塊下方隱沒，此造成劇烈的火山群運動。
一千萬年的（中新世）至六百萬年的（上新世）前，古南中國海板塊隱沒在菲律賓海板塊下方而消逝，但菲律賓海板塊與歐亞大陸板塊的推擠亦開始加劇，此時菲律賓海板塊的火山島弧，已然成形並持續浮出海面。
六百萬年的（上新世）至二百萬年的（更新世）前，菲律賓海板塊強大的推擠力量，產生所謂的（蓬萊造山運動），臺灣島此時再度浮出海面上且開始成形，菲律賓海板塊與歐亞大陸板塊，此兩大板塊的推擠作用，至今依舊持續進行中。

## 臺灣地質區年表
1. 中央山脈東面東斜面地質區生成週期，介於古生代（6億年）至中生代早期（2億年）。
2. 雪山山脈地質區（含玉山山脈）生成週期，介於始新世早期（5千8百萬年）至漸新世晚期（2千5百萬年）。
3. 中央山脈西斜面地質區生成週期，介於始新世（5千8百萬年）至中新世早期（2千萬年）。
4. 西部麓山帶地質區（含阿里山山脈）生成週期，介於中新世早期（2千5百萬年）至中新世中期（1千9百萬年）。
5. 海岸山脈地質區生成週期，介於中新世早期（2千5百萬年）至更新世早期（2百萬年）[6]

## 地質分區

### 海岸山脈地質區

利吉惡地

台灣東部的海岸山脈屬於菲律賓海板塊的呂宋火山島弧的延伸。北至花蓮縣花蓮市，南至台東縣台東市，是最晚成為台灣一部分的區域。海岸山脈的年代是新近纪，且岩石包含混同層和火山碎屑岩。當地最主要的岩石是中新世安山岩質的奇美火成雜岩，其次是以集塊岩為主的都巒山層，接著是以砂岩、頁岩以及礫岩混合火山岩的大港口層。以及屬於混同層的利吉層，利吉層主要是細顆粒物質混合大塊物質，例如砂岩塊和蛇綠岩，可在海岸山脈南半部的西翼找到。當該層遭侵蝕時會形成惡地地形。因為利吉層有多種岩石混雜，難以定年，但可確定形成於更新世。
卑南山礫岩可在卑南山找到，並沿著台東市北方的卑南溪分布。該層包含從中央山脈侵蝕後沖刷至該地的直徑 5 至 15 公分礫石。該層形成於更新世中期至晚期，並代表板塊碰撞仍持續。
美崙礫岩在海岸山脈北側出現，最北出現在花蓮市。該地層傾角 30°，目前尚未定年，但可能屬更新世。
在海岸山脈西側則是一個有沉積物的活躍裂谷，即花東縱谷。

### 東部縱谷區
花東縱谷以西則是中央山脈東翼地質區，這是已被抬升的大陸地殼基底部分。

### 中央山脈東翼地質區

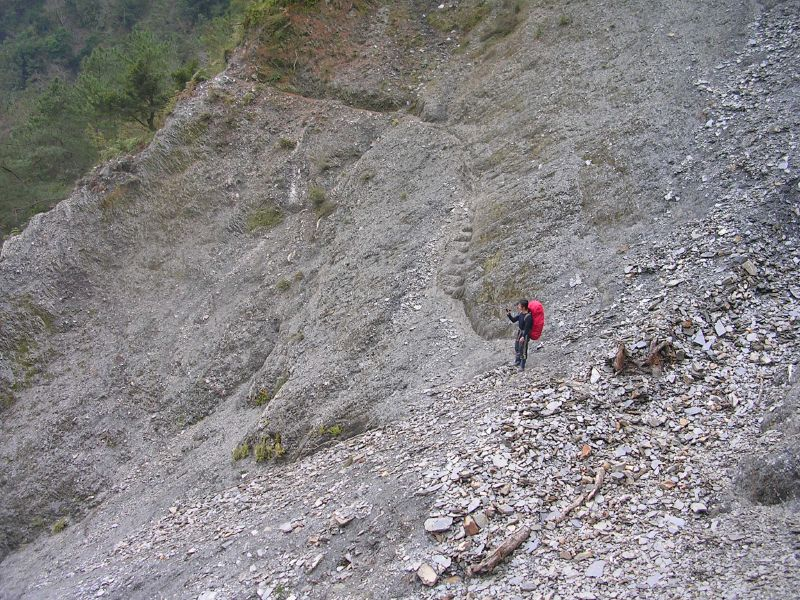
在中央山脈東翼，自北向南是地質不穩，例如：清水斷崖、錐麓斷崖、天長斷崖、土葛崩壁（圖示）、向陽大崩壁等。

台灣最古老的岩石位於中央山脈東翼，且已經高度變質。當地少量的化石可證明其年代在二疊紀。該區岩石從宜蘭縣南澳鄉沿中央山脈東翼延伸至台東縣金峰鄉。該區域北方寬度約 30 公里，並向南逐漸變窄。這些台灣最早期的岩石都已高度變質，且在台灣西部深處也可找到。該區域被稱為大南澳群或大南澳片岩。該群包含開南崗片麻岩（開南崗層）、太魯閣大理岩（太魯閣層）和長春片岩（長春層）。  
中央山脈東翼地質區可再分成西側由變質岩綠色片岩形成的太魯閣帶，和東側由變質岩藍片岩組成的玉里帶。這兩個變質帶可能由壽豐斷層分隔，但尚未確認。
玉里片岩的年代屬於白堊紀，包含黑色片岩和一些綠色片岩、藍閃石片岩和黑點板岩。花蓮縣吉安鄉為分布的最東端，向南延伸約 150 公里至知本溫泉區的西方。雖然黑色是因為內部所含的碳造成，但碳的成分少於 2%。可找到的礦物有石英、雲母、綠泥石、鈉長石、榍石和石墨。 
長春片岩的西翼大多是厚層的綠色片岩。當地另有少量的燧石和黑色片岩。這些岩石都是有葉理的深綠色岩石，其中包含了綠泥石、綠簾石、石英、方解石、黑雲母、鈉長石和陽起石。這些都是來自基性火山岩的派生礦物。這些岩石中也有硫化銅結核存在。
矽質片岩是灰色的，因為變質自砂岩，而富含石英。石英岩和燧石也可找到，而且通常和黑色片岩共生。
太魯閣大理岩則北起太魯閣並沿中央山脈東翼直到南橫公路上的台東縣海端鄉霧鹿和關山鎮之間為止。在宜蘭縣蘇澳鎮南方有許多石灰岩採礦場，是水泥工業的原料來源。雖然該區顏色大多是灰色，但也有黑或白色的石灰岩被切碎做為建材之用。白雲石也常和石灰岩共生，尤其在清昌山（又稱千谷寒山）、和平溪和木瓜山。
開南崗片麻岩則存在於數個狹長區域。這些變質自沉積岩的片麻岩有粗糙而大顆粒的石英、黑雲母、鈉長石和斜長石，也有一些變質自花崗岩的正片麻岩。當地岩石是淺灰色，包含斜長石、石英、黑雲母和白雲母。和片麻岩共生的還有包含石英、長石和雲母的偉晶岩。
其他在古老變質岩帶可找到的火成岩包含角閃岩和輝綠岩。蛇紋岩可在壽豐鄉豐田、萬榮鄉、瑞穗鄉西北方的打馬燕山、玉里鎮、卓溪鄉等地找到。伴隨蛇紋岩的有軟玉、滑石和石棉等礦物。而瑞穗西方 10 公里的土曾漢山則有超基性岩石露頭 。
玉里鎮附近的綠色蛇紋岩是很好的建材。並有一個超基性火成岩帶向南延伸 25 公里至台東縣海端鄉利稻。
該區域被認為是在 8500 萬年前的南澳造山運動中形成，造成了花崗岩侵入和區域變質。該次抬升也在約 4000 萬年前形成南海，並伴隨輝綠岩入侵。蓬萊造山運動則在 1000 萬年前開始，至今仍持續中。

### 中央山脈西翼及脊樑山脈地質區

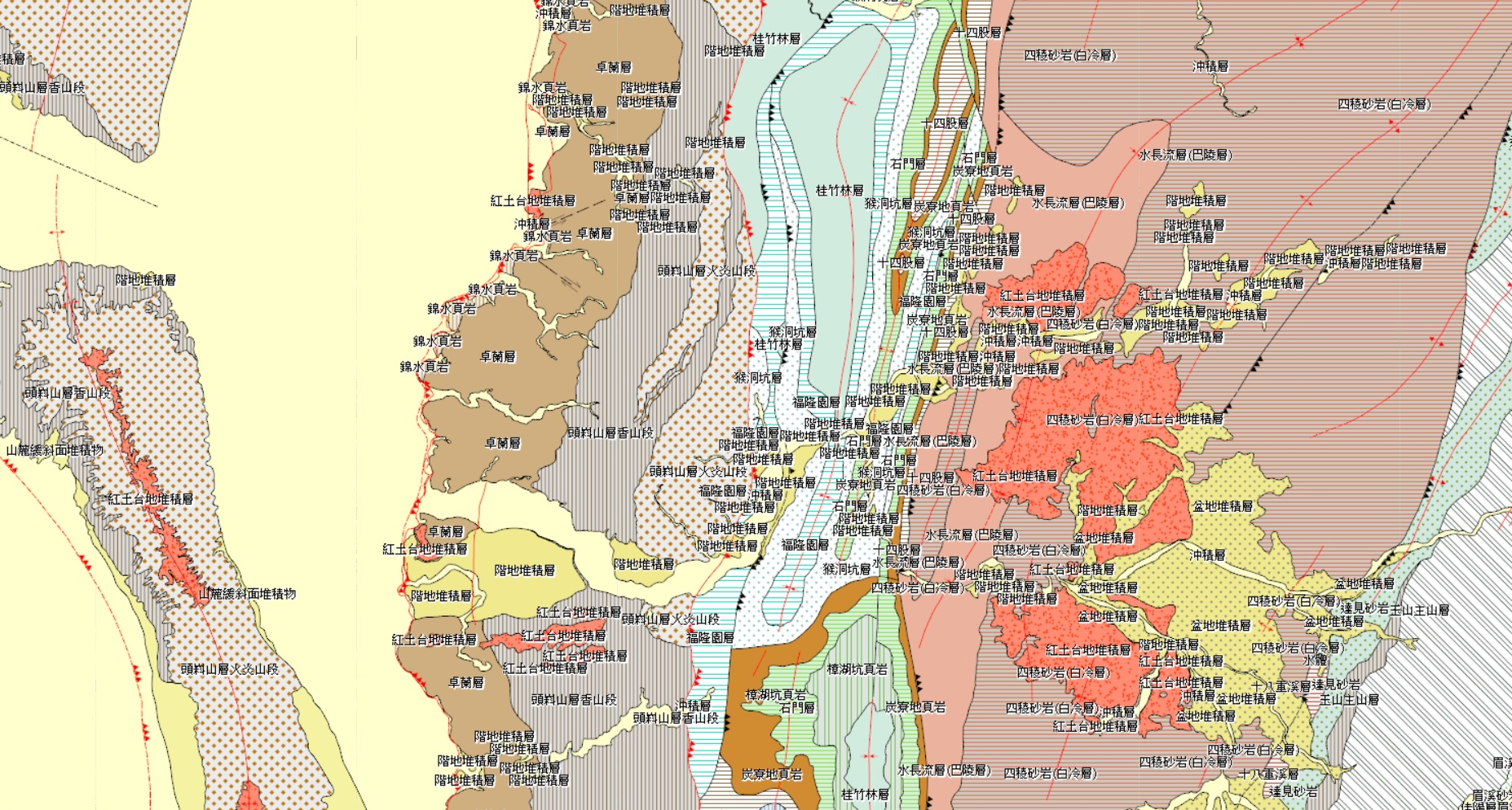
臺灣地質圖 （CGS-5萬分之一）隸屬中央山脈西側（部分）地質區（翻製中央研究院資料）

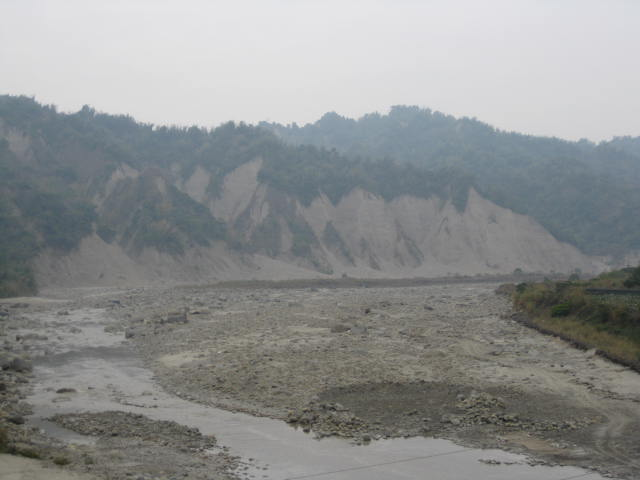
濁水溪支流清水溪中游（桶頭河段）的攻擊坡

中央山脈西翼及脊樑山脈地質區是在古近紀輕度變質的沉積岩。梨山斷層則將雪山山脈和中央山脈分離，也是始新世和漸新世砂岩和頁岩的分界。
十八重溪層形成於始新世，是板岩和變質砂岩互層，厚度可達 1,000 公尺。
達見砂岩形成於始新世晚期，厚度可達 2,700 公尺。
西村層是早期漸新世的板岩和千枚岩。厚度約 0.6 到 3 公里。
四稜砂岩是漸新世的粗顆粒厚層砂岩。
水長流層是漸新世的泥質板岩和雜砂岩組成。
畢祿山層包含始新世的板岩和千枚岩。
廬山層主要是中新世的硬頁岩、板岩、千枚岩和砂岩組成。
澳底層由砂、頁岩互層組成，並包含煤炭。
蘇樂層是由中新世晚期的板岩和砂岩組成。

### 西部麓山帶
西部麓山帶東界是觸口斷層，以西則是和至今仍在沉積的沿海沖積平原交界。
白垩纪、古新世與始新世的地層未露出地表，必須以鑽探方式得知。
雲林層是白堊紀的地層，只能從鑽孔得知其存在。該層地質是粉砂岩、玄武岩、頁岩和石灰岩。
古新世的王功層則包含火山礫岩、砂岩、頁岩和石灰岩，深度超過 1000 公尺。
始新世的雙吉層則主要是火山物質組成的凝灰岩和凝灰質砂岩。厚度從 100 到 3000 公尺不等。
漸新世的五指山層則主要是由厚層、白色而較粗粒的砂岩所構成。該地層厚度可從 0.9 到 1.2 公里  
中新世的野柳群主要是細顆粒砂岩，包含部分頁岩、玄武岩質凝灰岩和三層煤層。該群包含大寮層、木山層、五指山層、觀音山砂岩。
瑞芳群包含砂岩、粉砂岩、頁岩和六層煤層。該群包含石底層和南港層，厚度約 0.8 到 1.6 公里。
三峽群底層是中顆粒砂岩，越往上則頁岩增加，包含八層薄煤層。三峽群總厚度超過 5 公里。三峽群中的桂竹林層包含魚藤坪砂岩、十六份頁岩、關刀山砂岩；南庄層則包含上福基砂岩和東坑層。
上新世的錦水頁岩則是頁岩夾雜泥質砂岩，厚度約 80 到 400 公尺。
卓蘭層的年代開始於上新世至更新世早期；地層是屬於細顆粒砂岩，厚度約 1.5 到 2.5 公里。和卓蘭層同時期的台灣南部地層是墾丁層，該地層是包含蛇紋岩混同層的泥岩地層。該混同層包含年代屬於中新世，來自海床的基性或超基性岩塊或卵石。顯示海床的岩楔被抬升到海平面以上，受到侵蝕和岩塊崩落進入沉積層。
頭嵙山層上部地層是以礫岩為主，並夾有砂岩呈互層；下部以砂岩為主。該地層在更新世以 1 到 2 階段形成，厚度約 0.4 到 3 公里。
四溝層則是呈淺藍灰色的粉砂岩層，並夾有頁岩和細顆粒砂岩。馬鞍山層則相當類似四溝層，它被恆春石灰岩覆蓋且可能互層。

### 西部海岸平原
西部平原的新生代地層多已變形和變質，但已被第四紀的沉積物覆蓋。 
恆春石灰岩在蓬萊造山運動之後形成於更新世的第三階段。同時紅土和礫石在河階上堆積。全新世的細顆粒土壤和珊瑚礁則廣泛分布於台灣西部海岸的平原。

## 火山岩

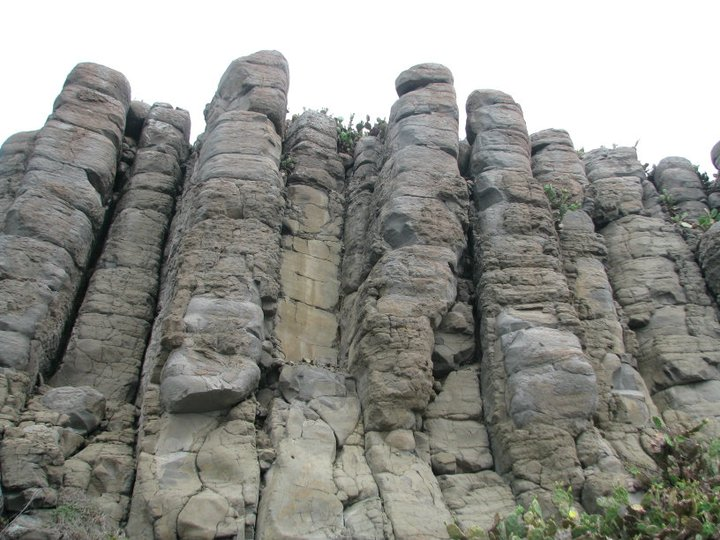
澎湖桶盤玄武岩石柱

在台灣北方的大屯火山群以火山岩為主，最高的七星山海拔 1120 公尺。該區火山在台灣北方形成圓形排列。火山岩也可在台灣北方的和平島、棉花嶼、彭佳嶼和黃尾嶼找到。岩石種類是富含鋁的安山岩、凝灰岩和角礫岩。成分中缺乏鈉和鎂，但富含鐵、鉀、銣、鍶和稀土金屬。這些岩石是更新世時在琉球火山島弧隱沒帶下融化成岩漿的海板塊轉變成的。
位在桃園市大溪區的草嶺山則是由富含橄欖石和輝石，以及結晶的黑雲母和斜長石的玄武岩形成。當地岩石富含鉀、銣、鍶、鎂、鈣、鎳，但缺乏鈉、鋁、鐵；並有大量稀土金屬，岩石來源和大屯火山群相同。
基隆火山群、草山、本山、基隆嶼和龜山島形成於更新世之後。當地的噴發物質是爆發性的拉斑安山岩系和英安岩。當地主要的礦物是富含鈣的斜長石。岩漿來源則是琉球火山島弧的極西端，由隱沒入歐亞板塊下方 20 到 30 公里深的菲律賓海板塊形成。當地岩漿含有大陸地殼物質。其地球化學性質顯示其富含鐵、鋁、鈦、鉀、銣、鍶，但是極為缺乏鈉、鎂、鎳。
鹼性火山岩可在台灣西北部的石門水庫和桃園市復興區的角板山找到。當地岩石是苦欖岩、鹼性玄武岩和粗面安山岩。常見的礦物有鈉長石、橄欖石和斜輝石、氧化鐵和氧化鈦。岩石內元素富含鈉和鈦，並少有鎂和鈣。岩石形成於中新世。當地岩漿因為大陸邊緣深入地函的張力而形成。
海岸山脈和綠島的火山則是爆發性的拉斑安山岩系和火山碎屑。當地火山在上新世到更新世之間噴發，屬於呂宋火山島弧的一部分。當地岩漿是由進入地函約 25 公里深的海洋地殼融化而成。當地的安山岩有一些可見到結晶的角閃石和輝石。地球化學分析顯示當地岩石富含鉀、銣、鍶和輕稀土金屬，並有極少的鉻和鎳。接近秀姑巒溪的奇美火成雜岩形成於 900 至 2220 萬年，並且有斑岩銅礦床的礦化作用。覆蓋面積約 22 平方公里。
澎湖群島則可找到更新世的玄武岩和拉斑系列岩石。當地岩漿是從海洋地殼裂縫流出，形成洪流玄武岩。當地岩石富含鈦和缺乏鋁、銣、鍶。當地的鹼性玄武岩包含橄欖石和方沸石。岩漿來自大陸邊緣張力狀態下的上部地函。

## 地質構造
- 恆春谷地以下是向斜構造[16]。
- 恆春斷層在恆春谷地以東。該段層延著屏東谷地延伸，和潮州斷層、荖濃溪斷層相接[16]。
- 墾丁公園背斜則是由已傾倒的中新世長樂層組成，該層北端和廬山層相接。該背斜兩側則是樂水層[16]。

## 板塊運動
菲律賓海板塊以每年 8.2 公分速度向西北方移動，造成新生代的古老沉積物有 200 公里範圍，自 4百萬年前起，直至今日，頻頻遭受擠壓。遭受擠壓的物質則以每年 2 公分速度上升，形成山脈型式。
台灣的地層是經常發生地震的區域，當地也有許多泥火山和溫泉。
在台灣造成災害的地震有發生在花東縱谷的1951年縱谷地震系列、觸口斷層引起的1964年白河地震。1946年新化地震則有新化斷層破裂的報告。1999年的921大地震則是車籠埔斷層破裂造成，是台灣史上死傷第二慘重地震。而台灣史上死傷最慘重的則是1935年新竹台中地震，在新竹縣峨眉鄉紀錄到斷層破裂。

## 海岸
台灣外海的地形包含高屏斜坡，是從台灣西南沿海延伸入南海。該區域正逐漸隆起使台灣面積擴大。在澎湖以南的台灣海峽有台西南盆地（又稱台南盆地）。
恆春半島向南深入海中形成恆春海脊，這是中央山脈在海中的延伸。南縱海槽是花東縱谷向南進入海中的延伸。花東海脊則是海岸山脈在台東市進入海中的延伸。台東海槽則位於呂宋火山島弧的東方。呂宋島弧在海面上形成綠島和蘭嶼。而位在海底的台東峽谷則通過綠島和蘭嶼之間，是台東海槽和花東海盆的連接。切穿花東海盆的該峽谷向北可以和琉球海溝連接。2011年3月20日08:00GMT發生的規模5.5地震震央即接近該峽谷，使附近的 EAC-C2C 海底電纜結點 C 和 D 損壞。花東海盆則位於花蓮市東南方，向東延伸至距離海岸約 110 公里的加瓜海脊止。
台灣灘是位於澎湖群島南方和東南方的淺灘，是大陸棚的一部分。
沖繩海槽是琉球群島後方的弧後盆地，進入台灣時在烏石鼻和台灣最東端的三貂角之間形成海灣。

## 地球物理狀態
台灣最強的正值布蓋重力異常位於台灣西部海岸，超過 +4x10−4 ms−2。而最大的負值重力異常中心則在苗栗縣卓蘭鎮附近，其值達到 -2x10−4 ms−2。重力值在台灣海峽會變低是因為當地是撓曲盆地，有質量缺陷。
地磁正值變化的區域可在窄區域找到；分別是西部沿海的西－西南走向和北海岸的東－東北走向，以及從海岸山脈向南的南北走向。其強度大約是 200 nT。
台灣的大陸地殼厚度大約是 30 公里，海岸山脈還要比其他區域厚 2 公里，而東海岸最薄。台灣是大陸棚邊界的一部分，所以從台灣海峽到亞洲大陸的地殼厚度都是固定的。
熱對流在花東縱谷西部速度最快，傳導熱量超過 240 mWm−2。

## 水文學

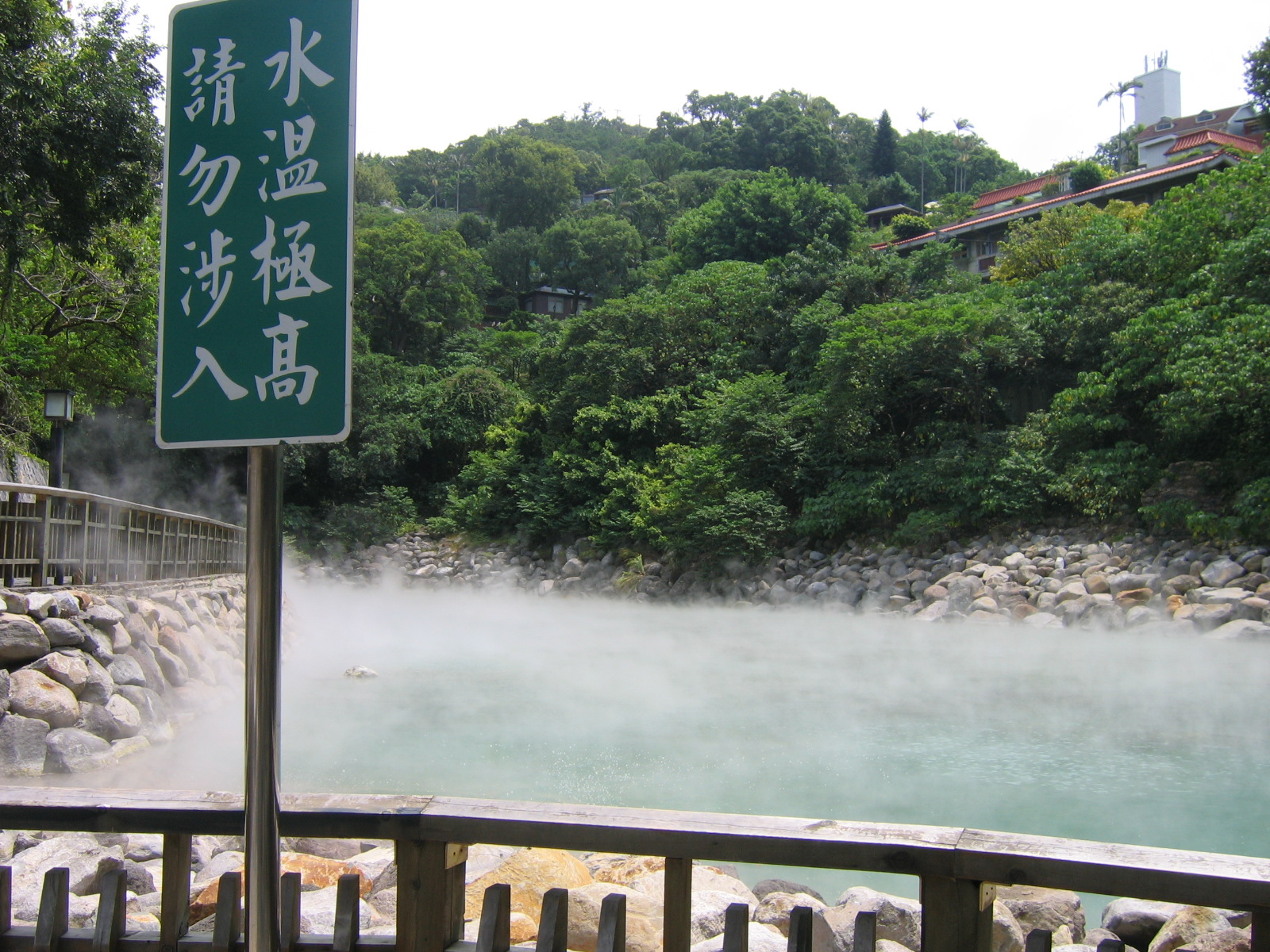
北投地熱谷

台灣的岩石大部分都有少許孔隙，並有少量地下水。
在台灣有數個溫泉，主要集中在台灣北部火山地區。清水地熱是以宜蘭縣宜蘭市西南方 13 公里的清水溪命名  。
台灣的河流搬運大量物質入海沉積。花東縱谷南端每年就被卑南溪侵蝕了8,800萬公噸物質。向東流的數條河流每年分別搬運1,700、1,500、3,100 和2,200萬公噸物質入海。濁水溪每年可搬運5,400萬公噸物質。從中央山脈往南方流的河川每年則可搬運1億公噸物質入海。

## 研究

### 地質圖測繪
請參酌日治時期40萬分之一台灣全圖，30萬分之一及5萬分之一地形圖 （页面存档备份，存于）。
首幅全台灣的地質圖是1898年日本石井八萬次郎繪製的《臺灣島地質鑛產圖》；該圖比例是 1:800,000，圖幅解說分成 6 個部分。
日俄戰爭前夕日本國內急需石油和煤，開始詳查台灣北部的煤礦分布，於1911年出版由出口雄三和細谷源四郎繪製的《臺灣地形地質鑛產地圖》，比例是 1:300,000。
1926年，第三幅全台灣的地質圖是由高橋春吉和市川雄一繪製的《臺灣地質鑛產地圖》，該圖出現了 19 種岩石。1935 年由市川雄一繪製比例 1:500,000 的彩色地質圖。
1953年臺灣省地質調查所繪製了 1:300,000 的地質圖，1974年則繪製了 1:250,000 和 1:500,000 的地質圖。第二版的地質圖則於1986年繪製並附上說明書。

## 外部連結
- 陳肇夏、何信昌、謝凱旋等. . 經濟部中央地質調查所. 2000  [2011-09-20]. （原始内容存档于2011-08-15）.
- 阿山的地科研究室 （页面存档备份，存于）
- 經濟部中央地質調查所（页面存档备份，存于）
- 國立台灣師範大學台灣地理介紹網站
- 石井 八万次郎 様の 共著関連データベース
- 地圖與遙測影像數位典藏計畫―日治時期臺灣地質圖 （页面存档备份，存于）臺灣百年歷史地圖/圖層 （页面存档备份，存于）地理資訊科學研究專題中心
- Taiwan An Active Continental Subduction Zone（页面存档备份，存于）
- 20140210《發現》來自遠古的訊息--化石 （页面存档备份，存于）TzuchiDaAi 2014-02-10
- 台灣弧陸碰撞造山運動機制及麓山帶地質構造 （页面存档备份，存于）郭力維